# Тип 15 (танк)
Тип 15 (кит. 15式轻型坦克, піньїнь: yīwǔ shì qīngxíng tǎnkè, також відомий як ZTQ-15) — китайський легкий танк нового покоління що знаходиться на озброєнні Народно-визвольної Армії Китаю та Морської Піхоти КНР. Передбачається, що цей танк має стати заміною застарілому Тип 62, який був знятий з озброєння у 2013 році.

## Історія розробки
Під час розробки Тип 15 був неодноразово помічений громадянами Китаю починаючи вже з 2011 року. Масове виробництво розпочалося в 2016 році. У грудні 2018 року танк було офіційно прийнято на озброєння. Він був продемонстрований на параді до 70-го Національного дня 1 жовтня 2019 року.

## Конструкція
Тип 15 був створений для виконання ролі легшого та мобільнішого сучасного танка який може ефективно діяти в гірській місцевості, лісах та близ водойм, де більш тяжкі основні бойові танки Тип 99 та Тип 96 можуть зустрітися зі складнощами. В гірській місцевості, наприклад у Тибеті, повітря рідшає, внаслідок чого двигуни починають втрачати свою потужність. Тяжкоброньовані танки, такі як Т-72 або Т-90 можуть зустрітися зі складнощами в середовищі з розрідженим повітрям, але Тип-15 може використовуватися в горах завдяки своєму потужному двигунові і генераторам кисню. Новий танк також набагато мобільніший за важкіші основні бойові танки завдяки своїй низькій масі та високій питомій потужності.

### Озброєння
Легкий танк Тип 15 оснащений повністю стабілізованою 105-мм нарізною гарматою, яка, як повідомляється, є кращою ніж стара 105-мм нарізну гармату ZPL-94, що встановлена на танках Tип 88 і Tип 59. Повідомляється, що основна гармата має ефективну дальність стрільби 3 км і сумісна з усіма стандартними 105-мм танковими боєприпасами НАТО. Висока скорострільність підтримується системою автоматичного заряджання, яка також скорочує екіпаж до трьох осіб. Стріляні гільзи автоматично викидаються через люк у задній частині башти. Танк Тип 15 може вмістити 38 снарядів 105 мм.
Вибір боєприпасів для гармати включає БОПС, кумулятивні та фугасні снаряди та ПТУР. Бронебійні та кумулятивні снаряди використовуються проти ворожої бронетехніки, тоді як фугасні використовуються проти позицій ворожої піхоти, легкої або неброньованої техніки, будівель і польових укріплень. БОПС здатні пробивати 500 мм броньованої сталі на відстані 2 кілометри.
Пробивна здатність 105-мм гармати є недостатньою для пробиття лобової броні сучасних основних бойових танків, таких як Т-90 або VТ-4. Для ураження добре захищених супротивників танк має 105-мм ПТРК із гарматним запуском із тандемними осколково-фугасними протитанковими боєголовками, що забезпечує значно вище пробиття. Повідомляється, що ракета має радіус дії 5 км і здатна вражати низьколітаючі вертольоти.
Інше озброєння включає 5,8 мм спарений з гарматою кулемет QJT-88, дистанційно керовану бойову станцію, встановлену на башті, яка оснащена 35 мм автоматичним гранатометом QLZ-04 і великокаліберним 12,7 мм кулеметом QJC-88.

### Електроніка
Танк оснащений сучасними датчиками та системами керування вогнем, включаючи лазерний далекомір, вдосконалений балістичний комп’ютер, метеорологічні датчики, тепловізійний приціл, радар міліметрового діапазону та панорамний приціл командира. Система керування вогнем підтримує автоматичне супроводження цілі та можливості "мисливця-вбивці".
Інше обладнання включає систему кондиціонування повітря, обладнання для вироблення кисню для екіпажу, апаратуру управління, систему керування полем бою та навігаційний комплекс, оснащений як інерціальною навігаційною системою (INS), так і супутниковою навігаційною системою.

### Захист
Навідміну від попередніх китайських танків з карусельним автоматом заряджання, боєприпаси в Тип 15 витягуються з хвостового автомата заряджання з вибивними панелями. Боєприпаси зберігаються в башті.
Танк Тип 15 має дві комплектації броні, що забезпечують різний рівень мобільністості. Стандартний комплект броні складається із сталевої броні із додатковими шарами вдосконалених композитних броньових панелей, що покривають башту, корпус і два борта, з додатковими блоками легкої динамічної броні, що захищають передню частину корпусу. Покращена комплектація містить товстіші блоки реактивної броні, на додаток до композитних броньових панелей під ними, які покривають всю башту та корпус танка. Для додаткового захисту на бічній і задній сторонах корпусу танка також можуть бути встановлені броньова спідниця та блоки реактивної броні. Покращена комплектація броні призначена для боїв на відкритій місцевості та в умовах важкої оборони.
Танк оснащений системою датчиків лазерного попередження для виявлення далекомірних і протитанкових ракет, що наближаються, і танк може автоматично активувати димові шашки, якщо танк освітлюється лазерним променем противника. На експортний варіант танку під назвою VT-5 за бажанням замовника може бути встановлена система активного захисту китайської розробки. Інші захисні функції включають хімічний, біологічний, радіологічний і ядерний захист і систему гасіння пожеж.

### Мобільність
Тип 15 оснащений дизельним двигуном з електронним керуванням потужністю 1000 к.с. (746 кВт) і повністю автоматичною гідромеханічною трансмісією. Танк також має можливість нейтрального рульового керування та оснащений гідропневматичною підвіскою.
Завдяки меншій масі танк легше транспортувати повітрям. Транспортні літаки Y-20 можуть нести лише один танк Тип 99, але можуть нести відразу два танки Тип 15 і розгортати їх на дистанції до 7800 км. ZTQ-15 також може бути десантований транспортним літаком.

## Країни-експлуатанти
- Бангладеш — в 2019 році замовлено 44 одиниці у експортній модифікації VT5. Наприкінці листопада 2021 року стали надходити перші машини[15].
- КНР:
  - Морська піхота та сухопутні частини НВАК[15].